# Брама обелісків
«Брама обелісків» (англ. The Obelisk Gate) — науково-фантастичний роман американської письменниці Нори К. Джемісін, виданий у 2016 році, і другий том серії «Розбита Земля» — після «П'ятої пори» та перед «Кам'яним небом». «Брама обелісків» отримали гарні відгуки та, як і його попередник у серії, отримали премію Г'юго за найкращий роман.

## Ідея
Події «Брами обелісків» відбуваються на одному суперконтиненті — Тиші, який кожні кілька століть страждає від катастрофічної зміни клімату (так званий «П'ятий сезон»). Книга продовжується з особливо поганого п'ятого сезону, який може стати апокаліпсисом. У ньому розповідається про двох головних персонажів: матір і дочку, обидві магічно талановиті («орогени»), яких розлучили незадовго до останнього п'ятого сезону. Сюжет обертається навколо їхньої подорожі, щоб знову знайти один одного, і їхніх зусиль з'ясувати, чому існують П'яті сезони.

## Сюжет
Історія розповідається головним чином з точок зору Ессун, потужного орогену, вигнаного з її дому на початку першої книги, та Нассун, її 10-річної дочки.

### Шаффа
Шаффа, колишній Охоронець Есуна, прокидається під водою після нищівної контратаки Есуна під час кульмінації «П'ятої пори». Він ось-ось потоне, коли з відчаю дозволяє сутності (проявленій як сила чистої люті), яка керує його здібностями та здібностями інших Опікунів, на короткий період взяти під контроль його тіло. Хоча його врятовано від смерті, отримане ушкодження мозку спричинило глибоку втрату пам'яті, і він не в змозі повністю згадати своє минуле як Вартового. Його рятує сім'я рибалок на узбережжі. Його спогад про те, що він був Опікуном, спрацьовує молодий хлопець, якому він потрібен, і вони вирушають на південь у відповідь на неясний напівпригаданий спогад.

### Нассун
Історія відновлюється незабаром після того, як батько Нассун дізнається, що її брат є орогеном. У сліпому гніві він б'є брата Насуна до смерті, і, вважаючи, що Нассун, ймовірно, теж ороген, викрадає її, коли тікає з Тірімо, їхнього рідного міста. Він має намір відвезти Насун на південь, де він почув про групу Вартових, які можуть «вилікувати» Насун від гороподібного розвитку.
Нассун завжди була близькою зі своїм батьком, головним чином завдяки її суворим і невблаганним стосункам з матір'ю Ессун, яка таємно вчила її відточувати свої орогенні здібності, щоб уникнути виявлення. Тим не менш, вона боїться свого батька, який тепер знає, що вона теж ороген. Батько б'є її на початку подорожі, і його відразу охоплює почуття провини; Нассун, однак, навчилася запекти своє серце проти нього і взагалі перестала сприймати його як свого справжнього батька.
Вони рухаються на південь через багато труднощів і на власні очі свідчать про спустошення, спричинене роздробленням Алебастром усього континенту далі на північ. Коли вони подорожують, п'ятий сезон, викликаний цією подією, постійно погіршується. Нарешті вони досягають обіцяного поселення: міста під назвою Знайдений Місяць, яким керує група Вартових, але не пов'язана з Фалькумом. Місто очолює Шаффа, який використовував його для притулку для молодих орогенів протягом багатьох років, відколи він прибув.
Нассун та її батько поселяються у Знайденому Місяці, і Нассун починає швидко просуватися в рядах імпровізованої точки опори, яку встановили Вартові. Вона утворює особливо міцний зв'язок із Шаффою, який люто захищає її та стає їй батьком замість її біологічного батька. Вона починає розуміти, що горотворення, на відміну від вчень її матері та Опікунів, полягає не лише в перенесенні теплової енергії з одного місця в інше; вона вчиться сприймати таємничу срібну енергію, створювану живими істотами, яка лежить в основі всіх її горотворних сил. Її здібності настільки зростають, що вона починає вчитися черпати силу з одного з обелісків, що плавають неподалік, подібно до того, як це робила її мати багато років тому. Використовуючи цю силу, вона випадково вбиває одного зі своїх однокласників, перетворюючи його на камінь, переживаючи кошмар.
Коли Нассун у своїх здібностях зростає, її батько починає розуміти, що її не «лікують» від її «хвороби». Він протистоїть Шаффі, а пізніше намагається вбити Насун. Вона неохоче використовує свої сили, щоб також перетворити свого батька на камінь.

### Ессун
Ессун залишається в Кастрімі, кому, який живе у величезній підземній геоді. Їкка, лідер комми, сама є орогеном, і завдяки її впливу орогенам дозволено жити відкрито поруч з іншими. Кумм підтримується багатьма таємничими функціями geode, які, здається, діють магією, такими як рециркулятори повітря та клімат-контроль; Якка дійшов висновку, що механізми функціонують лише тоді, коли присутні орогени.
Також у Кастрімі присутній Алебастр, колишній коханець Есун та надзвичайно потужний ороген Фалкрума. Алебастр помирає, його тіло повільно перетворюється на камінь внаслідок використання енергії обелісків, щоб розбити весь континент навпіл і запустити поточний П'ятий сезон. За ним наглядає пожирач каменів, якого він назвав Антимоні, який, здається, має ворожі стосунки з таємничою «дитиною» Гоа, тепер виявилося, що сам пожирач каменів, який супроводжував Ессун, коли вона втекла з Тірімо.
Алебастер починає передавати Ессун деякі свої знання про обеліски та природу горотворення. Як стало відомо в кінці «П'ятого сезону», принаймні кілька тисяч років до подій книги люди не бачили Місяць, і більшість не знають про його існування. Алебастер стверджує, що його роздроблення континенту було методом генерації достатньої кількості геологічного тепла та енергії, щоб дозволити досить потужному орогену використати обеліски, щоб відновити Місяць і покласти край п'ятим сезонам (його високоеліптична орбіта є однією з причин геологічна нестабільність Тиші). Алебастру також відомо про срібну енергію, яку відкрила Нассун, яку він ідентифікує як магію, справжню фундаментальну силу, яка робить можливим горотворення (і механізми Кастріми). Він намагається навчити Ессун використовувати її ефективно, оскільки його стан погіршується, весь час примиряючись з Ессун через смерть їхньої дитини багато років тому. Нарешті він помирає, його тіло повністю перетворюється на камінь, витративши останні сили, щоб не дати Ессун вбити всіх у Кастрімі та, можливо, всю Тишу магічною силою обеліска.
Повсюдно виявляється напруженість у суспільстві Кастріми, оскільки співіснування гороподібних і негороподібних людей («стопів») у спільноті є в кращому випадку непростим. Ці проблеми загострюються появою рейдерського загону від конкуруючого комунікатора Реннаніс, який залишив свій дім далі на північ і має намір захопити Кастріму силою. Спочатку не в змозі перемогти в прямій атаці, вони облягають комунікацію, знаходячи вентиляційні шахти для геоди, маючи намір витіснити їх на відкрите місце.
Не маючи вибору, жителі Кастріми готуються до бою. Наступу Реннаніса сприяє їх власна фракція пожирачів каменю, які виступають проти планів Алебастра та Антимонія. Зіткнувшись із втратою свого нового дому, Ессун успішно використовує навчання Алебастра, щоб повторити його досягнення, задіявши силу всіх обелісків у всьому світі, щоб утворити Обеліскову браму. Вона використовує величезну силу Брами, щоб перетворити кожного жителя Реннані на камінь одночасно.
Кастріма врятована, але механізми геоди були непоправно пошкоджені нападом, і кому загрожує голод і задуха, якщо вони залишаться. Вони починають підготовку до виходу в п'ятий сезон, що погіршується, щоб знайти новий дім.

## Відгуки
«Брама обелісків» були очікуваними під час свого дебюту, і відгуки були дуже позитивними. Відповідно до Book Marks, книга отримала «позитивні» рецензії на основі трьох рецензій критиків, з яких дві були «рейв», а одна — «змішана».
Пишучи для NPR, поетеса Амаль Ель-Мохтар сказала, що «я не тільки не могла відкласти це — я не могла вийти в повітря достатньо довго, щоб прокоментувати це, покидаючи сон і їжу, щоб закінчити», продовжуючи далі сказати, що «Це стрибки з жердиною перевершують мої очікування щодо того, яким має бути епічне фентезі, і виступає чудовим свідченням того, яким воно могло б бути». Пізніше вона з'явилася у списку The Verge науково-фантастичних і фентезі-романів 2016 року, де вони написали, що книга «є неймовірно амбітним і важливим романом», який «продовжує спиратися на блиск свого попередника», а також Wired які вважали, що це було краще, ніж «П'ята пора».
Найл Александер на Tor.com, навпаки, критикував «Браму обелісків» за впадання в те, що він назвав «синдромом середнього обсягу», вважаючи, що книга
приносить у жертву суть і відчуття динаміки «П'ятого сезону» заради набагато коротшої та повільнішої історії. ... «Брама обеліска» маленька і безпечна там, де «П'ятий сезон» був великим і дивовижним, практично статична там, де він був швидким; і хоча вона добре вибудовує світ і його роботу... шкода... що за таким приголомшливим початком має слідувати таке малорухливе, хоча й цілком читабельне продовження.
Wired, з іншого боку, похвалив книгу за те, що вона позбулася цього синдрому, або того, що вона назвала типовим «застоюванням» середніх книг.

### Нагороди
«Брама обелісків» отримали премію Г'юго за найкращий роман у 2017 році. Це була друга нагорода для трилогії «Розламана Земля» Джемісіна (після «П'ятої пори» 2016 року), що зробило Джемісін першим автором за понад два десятиліття, який виграв найкращий роман «Г'юго» два роки поспіль. Крім того, «Брама обелісків» отримала перемогу в номінації «Найкращий роман, повість, новела та оповідання», яка була сформована здебільшого з жінок-переможниць премії «Г'юго» 2017 року.
Крім Г'юго, «Брама обеліска» були номіновані на премію «Неб'юла» за найкращий роман, але програли «Усі птахи в небі» Чарлі Джейн Андерс. Він отримав нагороду RT Book Reviews 2016 за найкращий фантастичний роман.

## Видання в Україні
Український переклад книги було опубліковано 2024 року видаництвом Навчальна книга — Богдан в перекладі з англійської Романа Гардашука.